# Kristen McCarthy
Kristen McCarthy (La Puente, 28 febbraio 1990) è un'ex cestista statunitense.

## Carriera
Ala di 182 cm, ha giocato in Serie A1 con Romagna.